# 安東尼 (佛羅里達州)
安東尼（英語：Anthony）是位於美國佛羅里達州馬里昂縣的一個非建制地區。該地的面積和人口皆未知。

## 地理
安東尼的座標為29°17′21″N 82°06′43″W / 29.28917°N 82.11194°W，而該地的平均海拔高度為26米（即85英尺）。